# Richard Gierlinger
Richard Gierlinger, né en 1967, est un astronome amateur autrichien.
Le Centre des planètes mineures lui crédite la découverte de quarante-trois astéroïdes numérotés, découvertes effectuées entre 2006 et 2009.
L'astéroïde (136367) Gierlinger lui est dédié.

## Astéroïdes découverts
| (178243) Schaerding       | 22 décembre 2006  |
| (185633) Rainbach         | 24 février 2008   |
| (189000) Alfredkubin      | 9 mai 2008        |
| (202686) Birkfellner      | 9 février 2007    |
| (214911) Viehboeck        | 11 octobre 2007   |
| (218987) Heidenhain       | 26 avril 2008     |
| (236811) Natascharenate   | 12 septembre 2007 |
| (239716) Felixbaumgartner | 25 janvier 2009   |
| (241276) Guntramlampert   | 7 octobre 2007    |
| (243097) Batavia          | 12 septembre 2007 |
| (251325) Leopoldjosefine  | 9 février 2007    |
| (266887) Wolfgangries     | 19 novembre 2009  |
| (361530) Victorfranzhess  | 22 avril 2007     |
| (367488) Aloisortner      | 14 avril 2009     |
| (400308) Antonkutter      | 13 octobre 2007   |
| (410475) Robertschulz     | 24 février 2008   |
| (410835) Neszmerak        | 20 août 2009      |
| (417978) Haslehner        | 13 octobre 2007   |
| (431436) Gahberg          | 18 août 2007      |
| (436048) Fritzhuber       | 20 août 2009      |
| (489603) Kurtschreckling  | 13 octobre 2007   |